# بيرت إس. ميشيل
بيرت إس. ميشيل (بالإنجليزية: Bert S. Michell)‏ هو مدرب خيول أمريكي، ولد في 1882، وتوفي في 21 أكتوبر 1938.